# Mistrzostwa Europy w Judo 2006
55. Mistrzostwa Europy w Judo odbywały się od 26 do 28 maja 2006 roku w Hakametsän jäähalli w Tampere (Finlandia). Turniej drużynowy rozegrano 28 października w Belgradzie. Zawody w kategorii Open miały miejsce 9 grudnia w Nowym Sadzie.

## Mężczyźni
| Konkurencja: | Złoto | Srebro | Brąz |
| -60kg        | Craig Fallon | Armen Nazarjan | Ruben Houkes Ludwig Paischer |
| -66kg        | Zaza Kedelaszwili | Benjamin Darbelet | Andreas Mitterfellner Kynter Rothberg |
| -73kg        | Elnur Məmmədli | Daniel Fernandes | Bryan Dijk Sałamu Mieżydow |
| -81kg        | Siarhiej Szundzikau | Giuseppe Maddaloni | Sergei Aschwanden Guillaume Elmont |
| -90kg        | Iwan Pierszyn | David Alarza | Winston Gordon Roberto Meloni |
| -100kg       | Rusłan Gasymow | Dániel Hadfi | Peter Cousins Dimitri Peters |
| +100kg       | Andreas Tölzer | Janusz Wojnarowicz | Zwiadi Khanjaliaszwili Tamierłan Tmienow |
| Open         | Aleksandr Michajlin | Jewhen Sotnikow | Martin Padar Adam Okruaszwili |
| Drużynowo    | Rosja · Artur Muslimov · Mikhail Verkholantsev · Sałamu Mieżydow · Alexey Popov · Iwan Pierszyn · Rusłan Gasymow · Aleksandr Michajlin · | Francja · Dimitri Dragin · Christophe Besnard · Anthony Fritsch · Alain Schmitt · Yves-Matthieu Dafreville · Thierry Fabre · Frédéric Lecanu | Białoruś · Maksim Jamilashvili · Aleksandr Shlyk · Konstantin Siamionau · Siarhiej Szundzikau · Andrei Kiptsevich · Yauhen Biadulin · Yauheni Kavalevski · Gruzja · Vakhtangi Khositashvili · Mindia Khomizuri · Nestor Chergiani · Giorgi Baindurashvili · Zurab Zwiadauri · Lewan Żorżoliani · Adam Okruaszwili |

## Kobiety
| Konkurencja: | Złoto | Srebro | Brąz |
| -48kg        | Alina Dumitru | Neşe Şensoy Yıldız | Michaela Baschin Frédérique Jossinet |
| -52kg        | Telma Monteiro | Ioana Dinea-Aluaș | Ilse Heylen Mareen Kräh |
| -57kg        | Barbara Harel | Kifayət Qasımova | Isabel Fernández Sabrina Filzmoser |
| -63kg        | Sarah Clark | Lucie Décosse | Ylenia Scapin Elisabeth Willeboordse |
| -70kg        | Gévrise Émane | Heide Wollert | Catherine Jacques Maryna Pryszczepa |
| -78kg        | Wiera Moskaluk | Céline Lebrun | Esther San Miguel Swiatłana Cimaszenka |
| +78kg        | Anne-Sophie Mondière | Carola Uilenhoed | Julija Barysik Lucija Polavder |
| Open         | Tea Donguzaszwili | Natalia Sokolova | Yuliya Barysik Jelena Iwaszczenko |
| Drużynowo    | Rosja · Anna Khramtsova · Ludmiła Bogdanowa · Jekatierina Mielnikowa · Lyubov Belskaya · Olesya Ovseichuk · Flora Mkhitaryan · Jelena Iwaszczenko | Francja · Amel Bensemain · Delphine Delsalle · Annabelle Euranie · Ilana Korval · Anne Morlot · Géraldine Mentouopou · Rebecca Ramanich | Hiszpania · Oiana Blanco · Ana Carrascosa · Isabel Fernández · Sara Álvarez · Cecilia Blanco · Raquel Prieto · Alicia Alonso · Serbia · Mirela Salijevic · Jovana Rogic · Radmila Perisic · Milana Miljkovic · Vanja Mandic · Nevenka Cupovic · Tijana Radic |

## Klasyfikacja medalowa
| Miejsce | Państwo         | Złoto | Srebro | Brąz | Razem |
| ------- | --------------- | ----- | ------ | ---- | ----- |
| 1       | Rosja           | 7     | 1      | 3    | 11    |
| 2       | Francja         | 3     | 6      | 1    | 10    |
| 3       | Wielka Brytania | 2     | 0      | 2    | 4     |
| 4       | Niemcy          | 1     | 1      | 3    | 5     |
| 5       | Azerbejdżan     | 1     | 1      | 0    | 2     |
| –       | Rumunia         | 1     | 1      | 0    | 2     |
| 7       | Białoruś        | 1     | 0      | 4    | 5     |
| 8       | Gruzja          | 1     | 0      | 3    | 4     |
| 9       | Portugalia      | 1     | 0      | 0    | 1     |
| 10      | Holandia        | 0     | 1      | 4    | 5     |
| 11      | Hiszpania       | 0     | 1      | 3    | 4     |
| 12      | Włochy          | 0     | 1      | 2    | 3     |
| 13      | Armenia         | 0     | 1      | 0    | 1     |
| –       | Węgry           | 0     | 1      | 0    | 1     |
| –       | Polska          | 0     | 1      | 0    | 1     |
| –       | Turcja          | 0     | 1      | 0    | 1     |
| 17      | Austria         | 0     | 0      | 3    | 3     |
| 18      | Belgia          | 0     | 0      | 2    | 2     |
| 19      | Estonia         | 0     | 0      | 1    | 1     |
| –       | Słowenia        | 0     | 0      | 1    | 1     |
| –       | Szwajcaria      | 0     | 0      | 1    | 1     |
| –       | Ukraina         | 0     | 0      | 1    | 1     |
| –       | Serbia          | 0     | 0      | 1    | 1     |
| –       | Estonia         | 0     | 0      | 1    | 1     |